# 20A busz (Ózd)
Az ózdi 20A jelzésű autóbuszvonal az Autóbusz-állomás, Bolyok és Szentsimon között húzódik, amelyet a MÁV Személyszállítási Zrt. üzemeltet.

## Története
A 20A-s helyijárat az ózdi autóbusz-állomást és a Hangony felé fekvő Szentsimon városrészt köti össze, Ózdnak északnyugati-délkeleti tengelyét. Az Ózdi Ruhagyárig a 2-es busz útvonalán közlekedik, azon túl a helyi közlekedésbe bevont 4102-es buszvonallal, egész hosszában a 20-as buszok rövidített járataként.
2017 júniusáig egyes indításai a Tesco áruházhoz is betértek először a 20A-s jelzés alatt, majd elkülönített, 20AT jelzéssel.

## Útvonala
| Autóbusz-állomás – Szentsimon | Szentsimon – Autóbusz-állomás |
| --- | --- |
| Autóbusz-állomás ➝ Munkás út ➝ Vasvár út ➝ Malom út ➝ Zrínyi Miklós út ➝ Árpád vezér út ➝ Bolyki főút ➝ Szentsimoni út ➝ Újtemplom tér ➝ Szentsimoni út ➝ Szentsimon, autóbusz-váróterem | Szentsimon, autóbusz-váróterem ➝ Szentsimoni út ➝ Újtemplom tér ➝ Szentsimoni út ➝ Bolyki főút ➝ Árpád vezér út ➝ Zrínyi Miklós út ➝ Malom út ➝ Vasvár út ➝ Munkás út ➝ Autóbusz-állomás |

## Közlekedése
Az autóbuszjáratok csak hétvégéken közlekednek, hétköznapokon a meghosszabbított 20-as indítások történnek. Szentsimont a 4102-es és 4186-os Volán-járatok szolgálják ki, előbbin az ózdi városi bérletek felhasználhatóak.
| Viszonylat                              | Indításszám | Közlekedési rend |
| --------------------------------------- | ----------- | ---------------- |
| Autóbusz-állomás – Szentsimon, aut. vt. | 1 pár       | hétvégén         |

### Járművek
Az autóbuszvonalon vegyesen szóló és csuklós járművek közlekednek, melyek legtöbbje Ikarus V134, valamint Volvo típusú autóbusz, de alkalmanként helyközi forgalomban részt vevőek is megfordulnak.

## Megállóhelyei
| 0  | Autóbusz-állomás végállomás               | 0.0 km | 0  | 1, 2, 2A, 3, 4, 6, 7, 8, 12, 21, 26, 47, 68, 74, 76, 78 1031, 1034, 1051, 1369, 1384, 1411 3410, 3770, 3773, 4101, 4102, 4104, 4140, 4145, 4147, 4148, 4150, 4151, 4153, 4155, 4157, 4158, 4160, 4161, 4180, 4185, 4186 |
| 1  | Gyujtó tér                                | 0.3 km | 2  | 2, 2A, 4, 6, 7, 8, 12, 20, 21, 23, 26, 47, 63, 68, 74, 76, 78 4102 |
| 2  | Városháztér                               | 0.9 km | 3  | 2, 2A, 6, 12, 20, 21, 23, 26, 63, 68, 76 1369, 1384 3770, 4102, 4180, 4185, 4186 |
| 3  | Bolyki elágazás                           | 1.5 km | 4  | 2, 2A, 6, 12, 20, 21, 23, 26, 63, 68, 76 1031, 1034, 1051, 1369, 1384 3770, 4102, 4180, 4185, 4186 |
| 4  | Zrínyi Miklós út 5.                       | 2.0 km | 6  | 2, 2A, 12, 20, 21, 23, 26 1369 3770, 4102, 4186 |
| 5  | Árpád Vezér Általános Iskola              | 2.3 km | 7  | 2, 2A, 12, 20, 21, 23, 26 1369 3770, 4102 |
| 6  | Civil Ház                                 | 2.6 km | 8  | 2, 2A, 12, 20, 21, 23, 26 1369 3770, 4102 |
| 7  | Strandfürdő                               | 2.9 km | 10 | 2, 2A, 12, 20, 21, 23, 26 1369 3770, 4102, 4186 |
| 8  | Bolyki főút, ABC áruház                   | 3.4 km | 11 | 2, 2A, 12, 20, 21, 26 1369 3770, 4102, 4186 |
| 9  | Bolyki főút, Asztalos Kft.                | 3.7 km | 12 | 2, 2A, 12, 20, 21, 26 1369 3770, 4102 |
| 10 | Ruhagyár                                  | 4.2 km | 14 | 2, 2A, 20 3770, 4102, 4186 |
| 11 | Bolyki főút 94.                           | 4.7 km | 15 | 20 4102 |
| 12 | Szentsimon, Szurdoktető                   | 5.2 km | 16 | 20 4102, 4186 |
| 13 | Szentsimon, Nagykert                      | 5.7 km | 17 | 20 4102 |
| 14 | Szentsimon, tűzoltószertár                | 6.4 km | 18 | 20 4102, 4186 |
| 15 | Szentsimon, autóbusz-váróterem végállomás | 7.0 km | 20 | 20 4102, 4186 |